# NGC 3933
NGC 3933 este o galaxie spirală situată în constelația Leul. A fost descoperită în 1871 de către Alphonse Borrelly. Se află la o distanță de 47,64 de megaparseci de Pământ.